# Агілар-де-Кампоо
Агілар-де-Кампоо (ісп. Aguilar de Campoo) — муніципалітет в Іспанії, у складі автономної спільноти Кастилія-і-Леон, у провінції Паленсія. Населення — 7221 особа (2010).

## Географія
Муніципалітет розташований на відстані близько 270 км на північ від Мадрида, 90 км на північ від Паленсії.

### Клімат
| Клімат Агілар-де-Кампоо | Клімат Агілар-де-Кампоо | Клімат Агілар-де-Кампоо | Клімат Агілар-де-Кампоо | Клімат Агілар-де-Кампоо | Клімат Агілар-де-Кампоо | Клімат Агілар-де-Кампоо | Клімат Агілар-де-Кампоо | Клімат Агілар-де-Кампоо | Клімат Агілар-де-Кампоо | Клімат Агілар-де-Кампоо | Клімат Агілар-де-Кампоо | Клімат Агілар-де-Кампоо | Клімат Агілар-де-Кампоо |
| Показник                | Січ.                    | Лют.                    | Бер.                    | Квіт.                   | Трав.                   | Черв.                   | Лип.                    | Серп.                   | Вер.                    | Жовт.                   | Лист.                   | Груд.                   | Рік                     |
| Середній максимум, °C   | 6,7                     | 8,9                     | 12,0                    | 13,3                    | 17,2                    | 22,0                    | 26,4                    | 26,7                    | 22,9                    | 16,5                    | 10,7                    | 7,6                     | 15,9                    |
| Середня температура, °C | 2,7                     | 4,1                     | 6,3                     | 7,8                     | 11,4                    | 15,2                    | 18,7                    | 18,9                    | 15,7                    | 10,9                    | 6,2                     | 3,9                     | 10,2                    |
| Середній мінімум, °C    | −1,2                    | −0,6                    | 0,6                     | 2,2                     | 5,6                     | 8,4                     | 11,0                    | 11,1                    | 8,5                     | 5,3                     | 1,6                     | 0,3                     | 4,4                     |
| Днів з опадами          | 8                       | 8                       | 6                       | 9                       | 10                      | 6                       | 4                       | 4                       | 5                       | 8                       | 8                       | 9                       | 85                      |
| ----------------------- | ----------------------- | ----------------------- | ----------------------- | ----------------------- | ----------------------- | ----------------------- | ----------------------- | ----------------------- | ----------------------- | ----------------------- | ----------------------- | ----------------------- | ----------------------- |
| Джерело: www.yr.no      |                         |                         |                         |                         |                         |                         |                         |                         |                         |                         |                         |                         |                         |

### Населені пункти
На території муніципалітету розташовані такі населені пункти: (дані про населення за 2010 рік)
- Агілар-де-Кампоо: 6450 осіб
- Барріо-де-Сан-Педро: 12 осіб
- Барріо-де-Санта-Марія: 46 осіб
- Кабрія: 38 осіб
- Кандуела: 35 осіб
- Кордовілья-де-Агілар: 9 осіб
- Корвіо: 20 осіб
- Косуелос-де-Охеда: 46 осіб
- Фольдада: 15 осіб
- Гама: 10 осіб
- Ломілья: 45 осіб
- Матальбаньєга: 8 осіб
- Матаморіска: 30 осіб
- Маве: 56 осіб
- Менаса: 29 осіб
- Нестар: 46 осіб
- Ольєрос-де-Пісуерга: 53 особи
- Посанкос: 28 осіб
- Пуентетома: 15 осіб
- Кінтанас-де-Ормігера: 17 осіб
- Санта-Марія-де-Маве: 32 особи
- Вальдегама: 8 осіб
- Валорія-де-Агілар: 45 осіб
- Вальєспіносо-де-Агілар: 30 осіб
- Вільясібіо: 14 осіб
- Вільянуева-де-Енарес: 38 осіб
- Вільявега-де-Агілар: 40 осіб
- Гріхера: 0 осіб
- Навас-де-Собремонте: 3 особи
- Ренедо-де-ла-Інера: 1 особа
- Кінтанілья-де-Корвіо: 2 особи

## Демографія
Динаміка населення (INE ):

## Галерея зображень

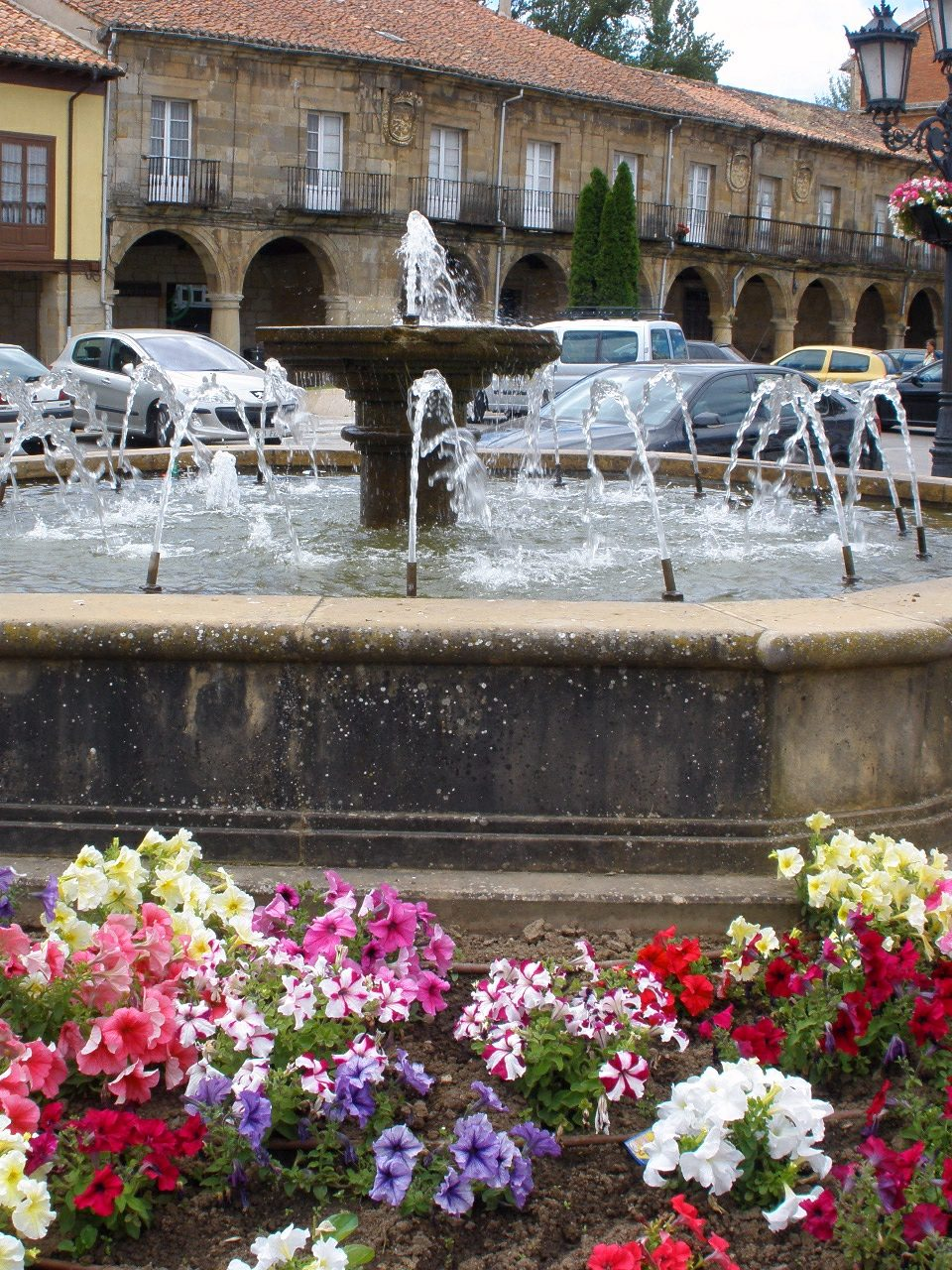
Центральна площа
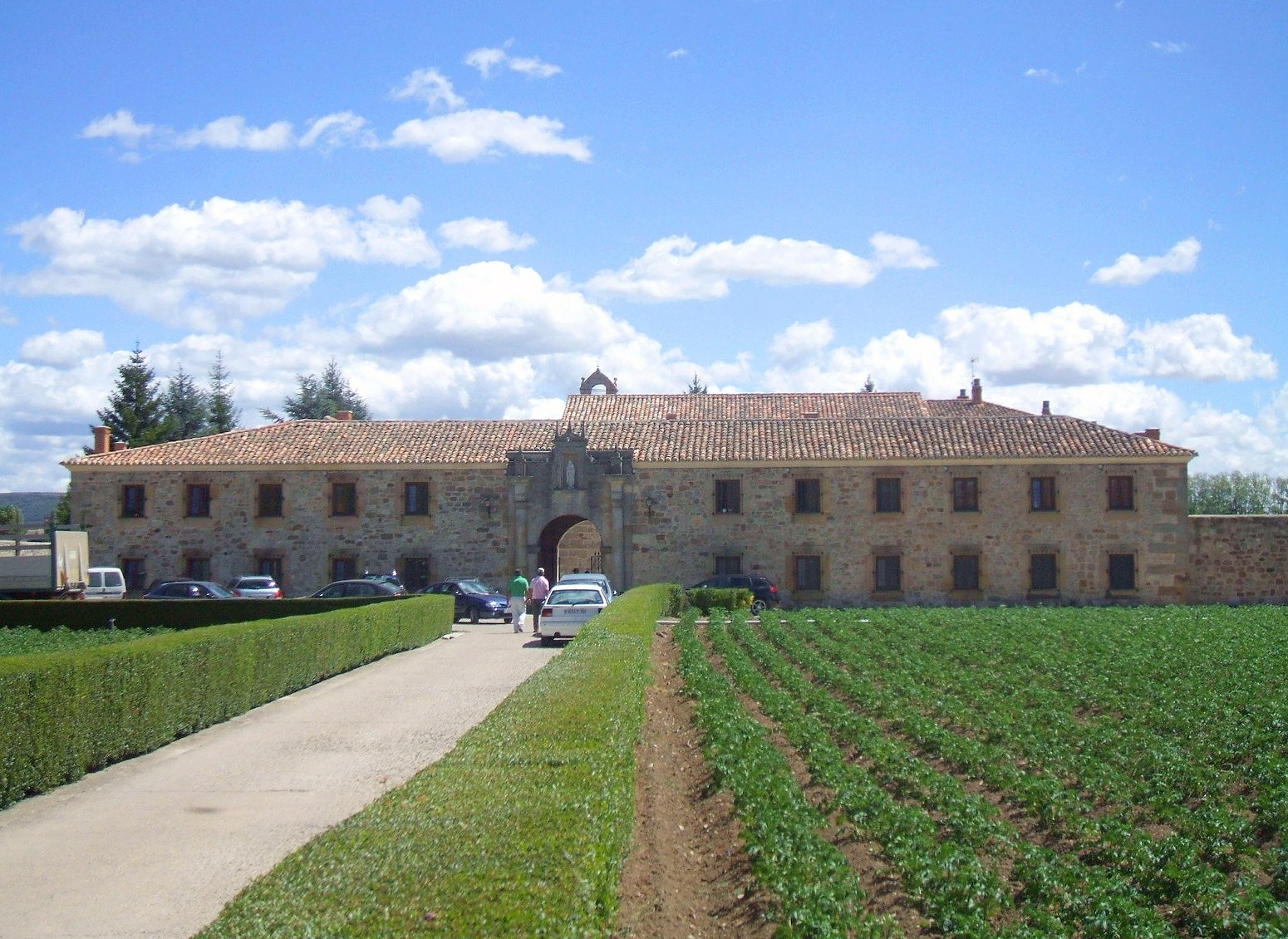
Монастир Санта-Клара
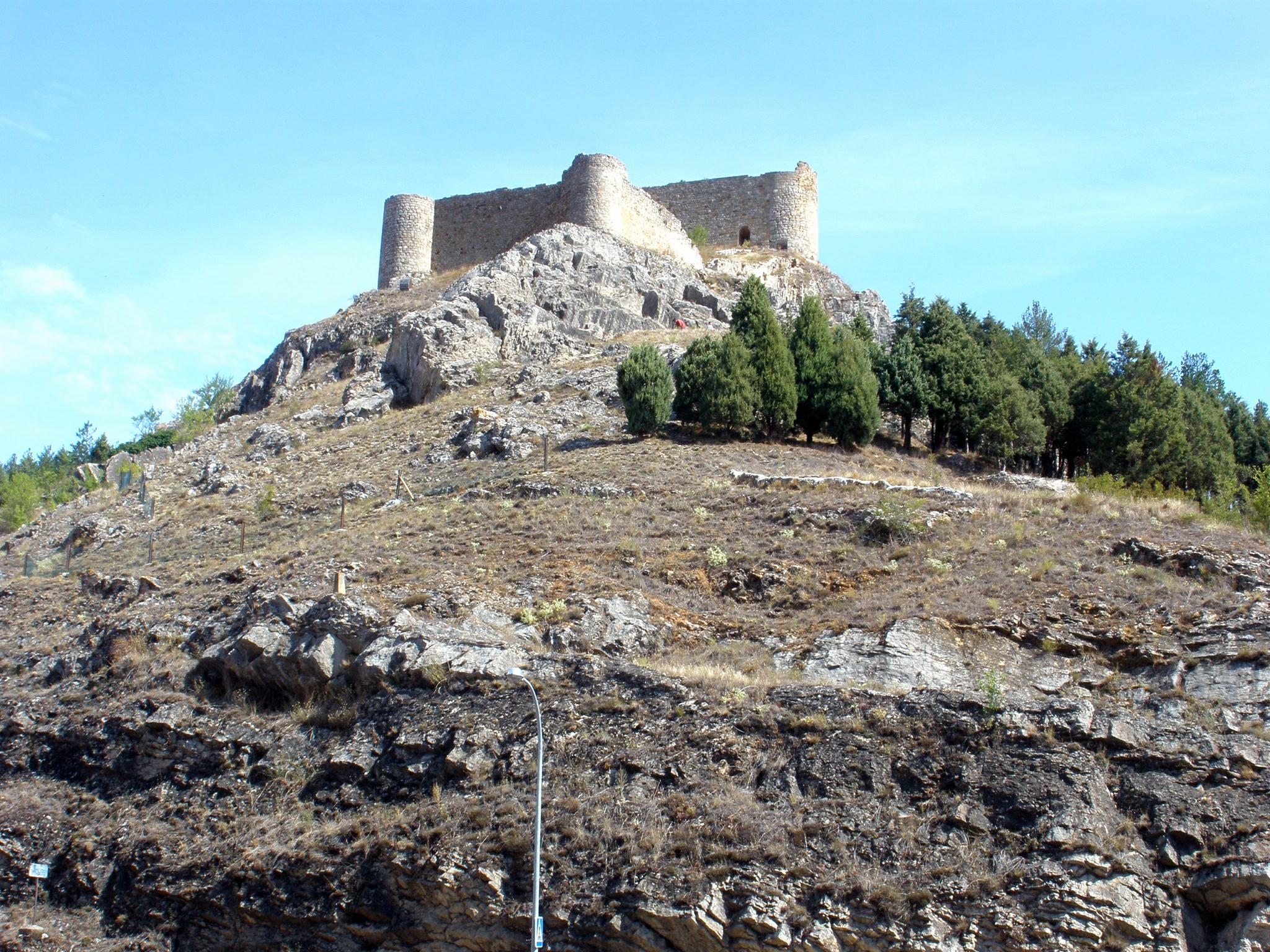
Замок Агілар-де-Кампоо